# Жимолость звичайна
{{#ifeq:0|0|{{#if:|{{#if:Loniceraxylosteum|[[]}}|}}}}
Жи́молость звича́йна, деревни́к звича́йний, жи́молость пухна́та (Lonicera xylosteum) — вид рослин з родини жимолостевих (Caprifoliaceae), поширений у Європі, Туреччині, Сибіру.

## Опис
Чагарник 1–2 м заввишки. Молоді гілки, листки, квітконіжки, і віночок запушені. Листки овальні або яйцюваті, на верхівці загострені, ≈ 5 см довжиною. Квітки ростуть парами в пазухах листків. Віночок жовтувато-білий, довжиною 10–15 мм. Чашелистків 5. Тичинок 5, завдовжки з віночок. Ягоди парні, зростаються біля самої основи, кулясті, червоні. Насіння кругле, сплюснене й червонувате.

## Поширення
Поширений у Європі, Туреччині, Сибіру; неофіт на острові Велика Британія.
В Україні вид зростає в лісах, серед чагарників — в Карпатах, Прикарпатті, Розточчі-Опіллі, західному Поліссі, Лісостепу, рідко.

## Використання
Рослина інтродукована до деяких штатів США й культивується як декоративна у південно-західній частині Квебеку й південному Онтаріо. Ягоди рослини злегка отруйні: споживання великої кількості ягід (≈ 30) може спричинити біль у животі та блювоту у дітей.

## Галерея

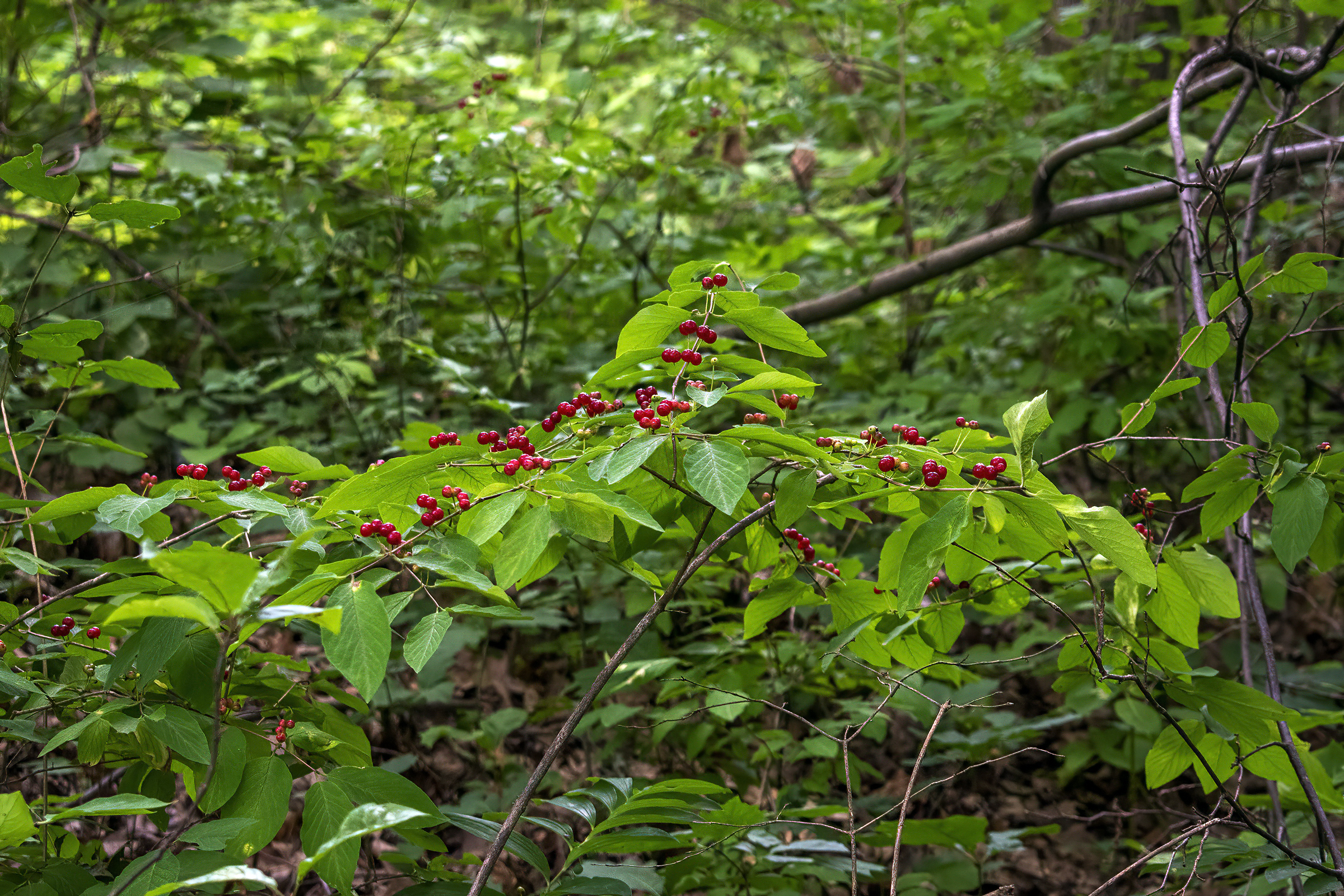
Кущ
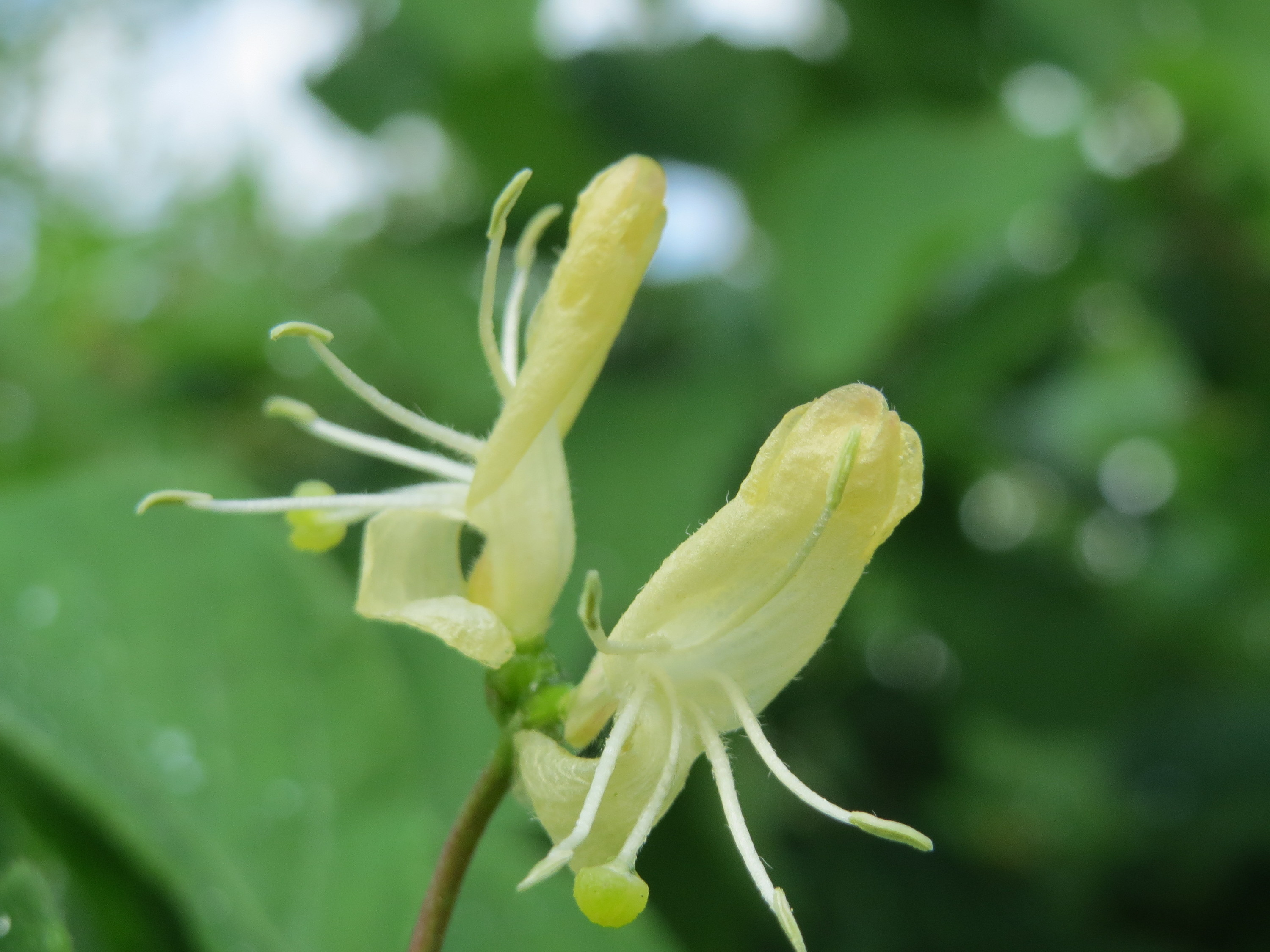
Квіти
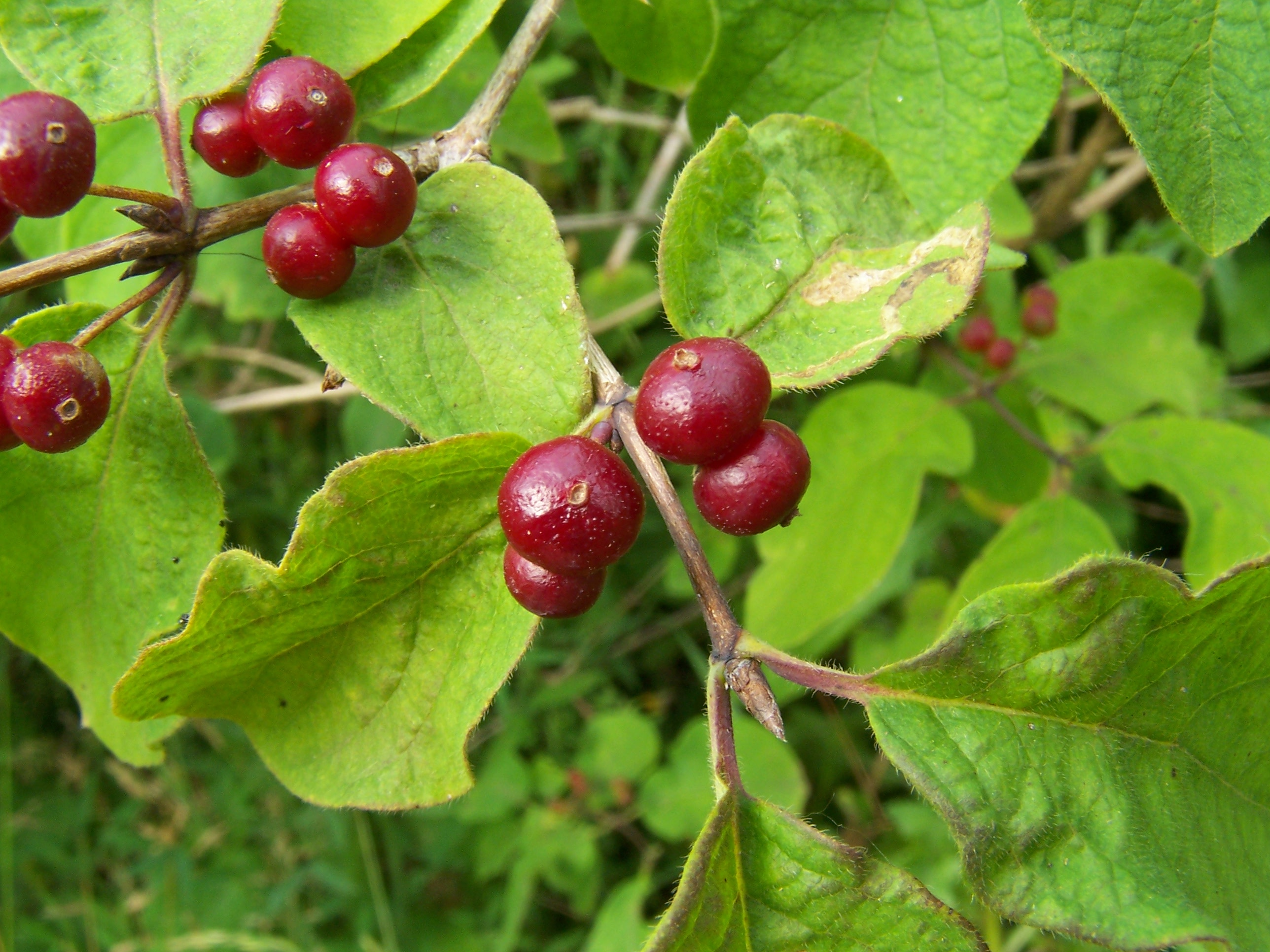
Ягоди
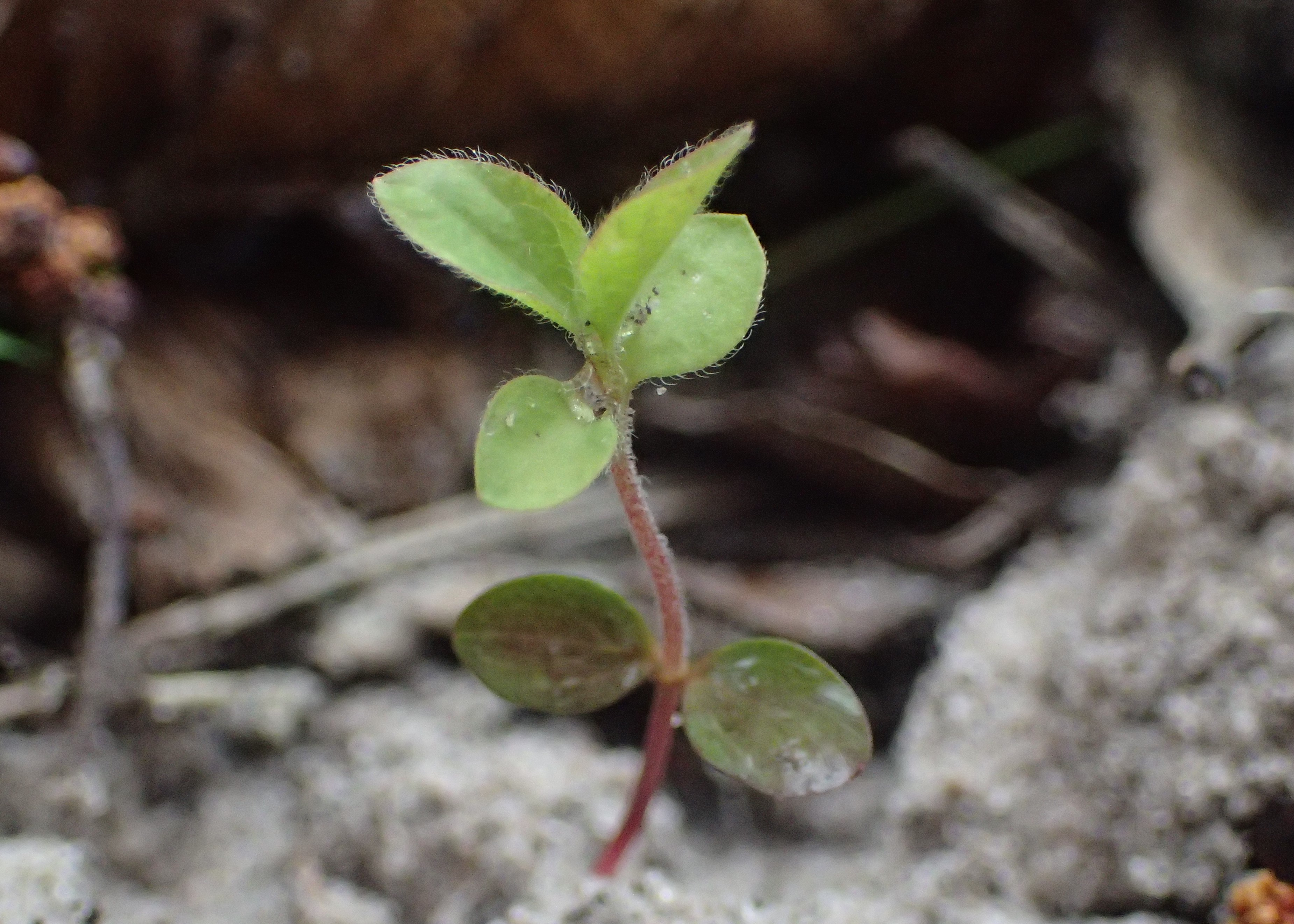
Росток